# Forquilla
|  | Per a altres significats, vegeu «Forquilla (escacs)». |

Una forquilla o forqueta és un estri amb un mànec en un extrem i una sèrie de pues a l'altre, que s'utilitza habitualment per a menjar. Concretament, es pot utilitzar per punxar i endur-se aliments sòlids a la boca, o bé per immobilitzar aliments mentre es tallen amb el ganivet. Encara que el seu origen és anterior, l'ús personal de la forquilla com a estri per menjar s'origina a l'Imperi Romà d'Orient cap al segle IV.

## Història
Els primers que van usar la forquilla de manera regular van ser els nobles romans d'Orient. La seva aparició a Europa va ser tan polèmica que l'església hi va intervenir, perquè considerava que tan sols els dits podien portar a la boca els aliments que Déu ens donava. Els primers europeus que van adoptar la forquilla i amb la forma actual serien els catalans. Durant els segles XIV i XV la cuina catalana era considerada la millor d'Europa, amb obres de referència com el Llibre del Coch. Les bones maneres a taula van fer de la forquilla un estri indispensable en la cuina medieval catalana, que apareix documentat en inventaris de l'època. Els Borja introduirien la cuina catalana en les corts italianes, on la forquilla es deia alla catalana. Però el seu ús arreu d'Europa no s'escamparia fins al segle xviii. Durant la Revolució Francesa, la noblesa va començar a utilitzar forquilles per a fer palès que era una classe superior i que no es tacava menjant. D'aleshores ençà utilitzar aquest cobert esdevingué símbol de refinament.

## Tipus
Els diferents tipus de forquilles que es poden trobar sobre una taula o a l'hora de menjar són els següents:
- Forquilla de taula.[5] Cobert de la mateixa grandària que la cullera i dentat. Pot ser de 4 o 5 dents, encara que hi ha molts altres dissenys. Utilitzat per a truites, la major part de la verdura i en companyia del ganivet, la majoria de les vegades.
- Forquilla de peix.[5] Forquilla més plana que el de taula i lleugerament més ample. Utilitzat per als peixos. Si es manca d'aquests coberts, es pot utilitzar la forquilla de taula.
- Forquilla de trinxar. També de grandària similar al ganivet de trinxar. Utilitzat per subjectar la peça que desitgem trinxar. Dues dents i una àmplia obertura central.
- Forquilla de servei. De grandària similar a la cullera de servei, dentat (de 4 o 5 dents), molt ample i de pala plana. Utilitzat en companyia de la cullera de servei com a ajuda auxiliar.
- Forquilla d'amanida.[5] Cobert de pala ampla, amb prou feines dentat (pràcticament són osques) i de grandària similar a la cullera d'amanida. S'utilitza com a auxiliar de la cullera d'amanida i per a les mateixes funcions.
- Forquilla espremedora. Forquilla de grandària petita (similar a la de les postres) de llargues dents lleugerament oberts en les puntes. Utilitzat per punxar els cítrics o fruites a esprémer.
- Forquilla per a postres.[5] Igual que la cullereta, de grandària menor a la meitat de la forquilla de taula. Dentat curt (3 o 4 dents, generalment) utilitzat per a postres i com a elements de tall en aliments tous.
- Forquilla d'ostres.[5] Cobert curt i dentat (generalment 3 dents), gruix i fort. Utilitzat per extreure el mol·lusc de la seva petxina a la qual es troba adherit.
- Forquilla de fruita. Cobert de grandària mitjana (entre la forquilla de taula i la de postres). Utilitzat per prendre la fruita i com a substitut dels coberts per a postres si no n'hi hagués.
- Forquilla de caragols. Cobert llarg, d'uns 22cms. Amb dues àmplies dents. S'utilitza de forma conjunta amb la forquilla de fruita i per a la mateixa finalitat.